# Zendaya (album)
 (août 2013).
Si vous disposez d'ouvrages ou d'articles de référence ou si vous connaissez des sites web de qualité traitant du thème abordé ici, merci de compléter l'article en donnant les références utiles à sa vérifiabilité et en les liant à la section « Notes et références ».
Singles
1. Replay
Sortie : 17 aout 2013

Zendaya est le premier album studio de l'artiste américaine Zendaya. Il est sorti le 17 septembre 2013 chez Hollywood Records.

## Promotion
Après avoir commencé sa carrière en tant qu'actrice, Zendaya a commencé avec des bandes sonores et comme single Watch Me et Something to Dance For. Le 8 août 2012, Zendaya annonce qu'elle avait signé un contrat d'enregistrement avec Hollywood Records, via son compte officiel Twitter elle a commenté sur l'écriture de l'album. Le 13 août 2013, Zendaya révèle que son premier album serait éponyme et elle dévoile la pochette et les titres des chansons le même jour.

### Production
L'écriture de l'album a commencé en août 2012. Zendaya a travaillé sur son album avec Bella Thorne, les Jonas Brothers et The Suspex etc. Le single Swag It Out ne fait pas partie de l'album. Zendaya dévoile la chanson Replay le 15 juillet 2013 et le clip le 15 août sur YouTube. Elle sort le 6 septembre sur son site web la chanson Bottle You Up. L'album sortira le 14 avril 2014 en France. Zendaya dévoile son single promotionnel My Baby le 27 janvier 2014 et le remix en featuring avec Ty Dolla Sign, Iamsu! & Bobby Brackins,En France L'album sortira le 14 avril 2014 .

## Liste des pistes
| 1.  | Replay               | Tiffany Fred, Paul "Phamous" Shelton                                       | Dreamlab                       | 3:36 |
| 2.  | Fireflies            | Dawn Richard, Harmony Samuels, Andrew Scott                                | Samuels                        | 4:13 |
| 3.  | Butterflies          | Sam Watters, Clarence Coffee, Jordan Johnson, Stefan Johnson, Marcus Lomax | The Monsters and the Strangerz | 3:47 |
| 4.  | Putcha Body Down     | Jonas Jeberg, Marlin Bonds, C.J. Holland                                   | Jeberg                         | 3:19 |
| 5.  | Heaven Lost an Angel | Coleman, Coffee, J. Johnson, S. Johnson, Marcus Lomax                      | The Monsters and the Strangerz | 3:11 |
| 6.  | Cry for Love         | James Roston, Chris Aparri                                                 | Roston, Aparri                 | 3:48 |
| 7.  | Only When Your Close | Coleman, Autumn Rowe, Coffee, J. Johnson, S. Johnson, Marcus Lomax         | The Monsters and the Strangerz | 3:44 |
| 8.  | Bottle You Up        | Mitch Allan, Jason Evigan, Livvi Franc                                     | Allan, Evigan                  | 3:47 |
| 9.  | Scared               | Ronald Jackson, Robert Allen, Fred, Shelton                                | Jackson, Allen                 | 2:57 |
| 10. | Love You Forever     | Coleman, Nick Jonas, Marcus Kincy, Fred, Shelton                           | Jonas Brothers                 | 4:07 |
| 11. | My Baby              | Coleman, Nicholas Balding, Robert Brackins                                 | NicNac                         | 3:07 |

| 12. | Parachute | Paul Shelton, Pierre Heath, Nick Gross, Mike Riley, Anthony Vasquez, Kimberly Dopson, Zendaya |  | 3:10 |